# Bancroft (Dakota del Sur)
Bancroft es un pueblo ubicado en el condado de Kingsbury en el estado estadounidense de Dakota del Sur. En el Censo de 2010 tenía una población de 19 habitantes y una densidad poblacional de 31,48 personas por km².

## Geografía
Bancroft se encuentra ubicado en las coordenadas 44°29′22″N 97°45′2″O / 44.48944, -97.75056. Según la Oficina del Censo de los Estados Unidos, Bancroft tiene una superficie total de 0.6 km², de la cual 0.6 km² corresponden a tierra firme y (0%) 0 km² es agua.

## Demografía
Según el censo de 2010, había 19 personas residiendo en Bancroft. La densidad de población era de 31,48 hab./km². De los 19 habitantes, Bancroft estaba compuesto por el 94.74% blancos, el 0% eran afroamericanos, el 0% eran amerindios, el 0% eran asiáticos, el 0% eran isleños del Pacífico, el 0% eran de otras razas y el 5.26% pertenecían a dos o más razas. Del total de la población el 0% eran hispanos o latinos de cualquier raza.